# Надгробен паметник на Евтимий Сапунджиев
Надгробният паметник на Евтимий Сапунджиев се намира в двора на храм Успение на Пресвета Богородица в град Копривщица
Професор архимандрит д-р Евтимий Сапунджиев e български православен богослов и общественик, първи историограф на Копривщица, През 1926 издава първото описание на град Копривщица в нейното историческо, етнографско и стопанско развитие – „Юбилеен сборник по миналото на Копривщица“, на който сборник той се явява автор и съставител. Със свои материали са привлечени бележити копривщенски историци, изследователи и обществениви като Никола Беловеждов, Танчо Шабанов, Лука Ослеков, проф. Райна Кацарова – Кукудова, краеведа Петко Будинов и проф, Андон Геров. В сборника има специални раздели, посветени на образователното, общественото и музикално описание на развитието на града от епохата на българското Възраждане до първите десетилетия след Освобождението на България и Копривщица през 1877 година.
Лука Найденов Сапунджиев почива на 21 ноември 1943 година.На състояла се тържествена Света литургия, надгробния паметник на покойният богослов е осветен на 24 юли 1955 г.